# Johannes Wallmann
Johannes Wallmann (* 21. Mai 1930 in Erfurt; † 2. Januar 2021 in Berlin) war ein deutscher evangelischer Theologe und ordentlicher Professor für Kirchengeschichte an der Ruhr-Universität Bochum.

## Leben und Werk
Nach dem Studium der Philosophie und der Evangelischen Theologie an der Humboldt-Universität zu Berlin sowie der Eberhard Karls Universität Tübingen wurde Wallmann 1960 bei Gerhard Ebeling in Zürich zum Dr. theol. promoviert (Datum des Rigorosums: 11. Juni). In seiner Dissertation zeigte er, dass die Spannungen zwischen Martin Luther und Philipp Melanchthon zur Pluralität des Protestantismus beigetragen haben. Im Herbst 1961 floh er aus der DDR, weil er zum 1. Januar 1962 eine Stelle bei der Weimarer Lutherausgabe in Tübingen antreten konnte. Er habilitierte sich 1968 an der Evangelisch-Theologischen Fakultät der Ruhr-Universität Bochum mit einer schon in Tübingen begonnenen Untersuchung über Philipp Jakob Spener. Er wurde dort zunächst außerordentlicher, 1971 ordentlicher Professor für Kirchengeschichte (mit Schwerpunkt Reformationsgeschichte und neuere Kirchengeschichte), bis er 1995 emeritiert wurde. Rufe nach Tübingen und Berlin lehnte er ab. Seine Antrittsvorlesung an der Universität Bochum hielt er am 26. April 1968 über Ludwig Feuerbach und die theologische Tradition.
Seine Forschungsschwerpunkte waren – neben der Reformation – die Geschichte der Lutherischen Orthodoxie und die Geschichte des Pietismus. Ein langjähriges Projekt war die Edition der Briefe Philipp Jakob Speners. Er war Herausgeber der Beiträge zur Historischen Theologie, der Zeitschrift für Theologie und Kirche un des Jahrbuch zur Geschichte des neueren Protestantismus sowie Mitherausgeber des Jahrbuchs Pietismus und Neuzeit sowie der Halleschen Forschungen. Zu seinen Schülern gehörten Udo Sträter und Martin Friedrich.
Wallmann war Ehrendoktor der Universität Helsinki, Mitglied der Nordrhein-Westfälischen Akademie der Wissenschaften und der Künste und seit 2002 Honorarprofessor der Humboldt-Universität Berlin.

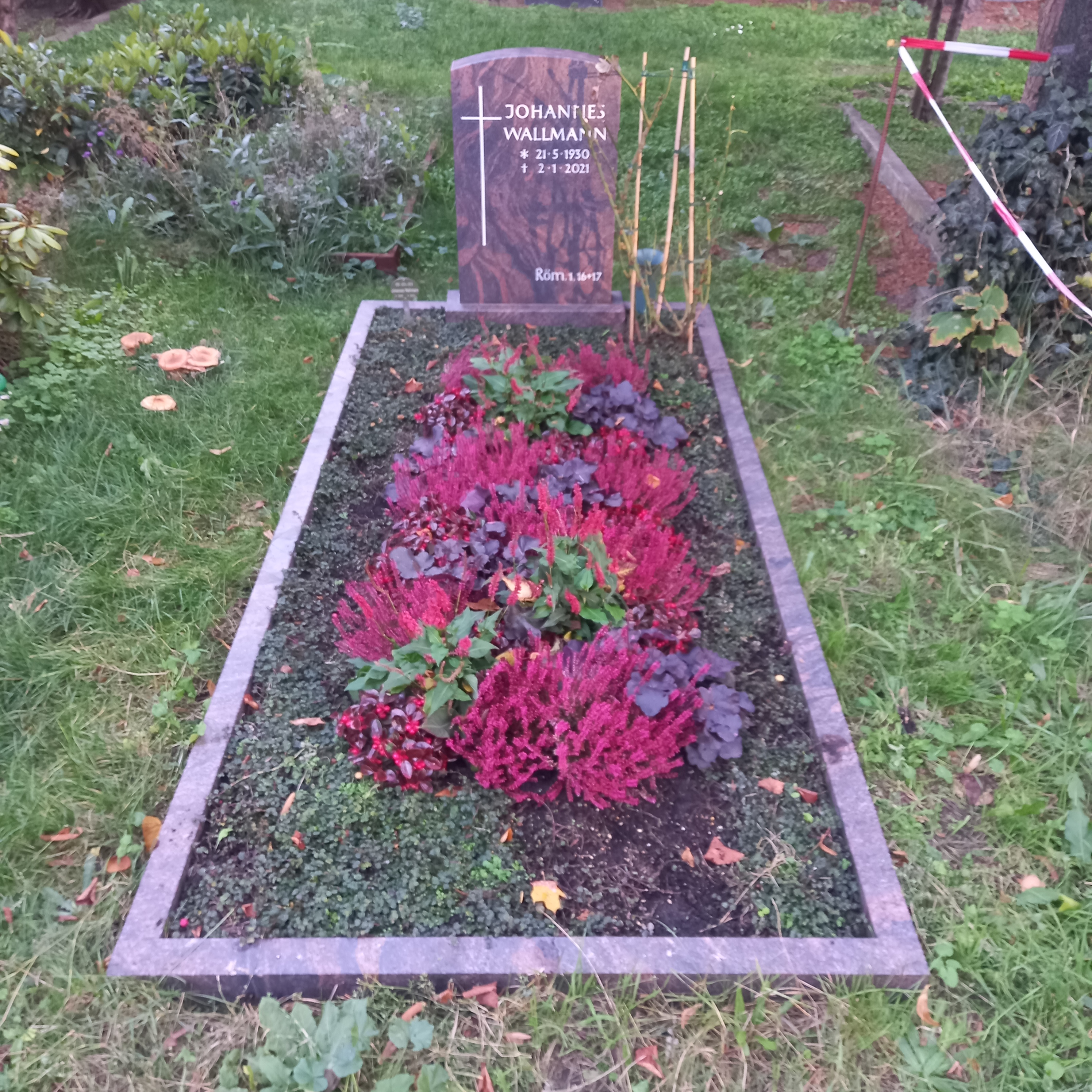
Das Grab von Johannes Wallmann auf dem Sophienfriedhof in Berlin

Johannes Wallmann starb im Januar 2021 im Alter von 90 Jahren an den Folgen einer COVID-19-Erkrankung.

## Familie
Johannes Wallmann war ein Urenkel des Theologen Johann Christian Wallmann (1811–1865) und ein Enkel des Admirals Johannes Wallmann (1852–1935).
Er wurde 1930 als Sohn Maria Wallmann, geborene Plath, und des Sortimentsbuchhändlers Erich Wallmann in Thüringen geboren.
Johannes Wallmann heiratete 1963 die promovierte Ingeborg Posselt, die 1996 starb. Mit ihr hatte er zwei Kinder, Georg und Ursula. Er lebte mit ihr in Witten-Buchholz. Ab 1999 war er mit der Berliner Theologieprofessorin Dorothea Wendebourg verheiratet.

## Publikationen (Auswahl)
- Der Theologiebegriff bei Johann Gerhard und Georg Calixt. Mohr (Siebeck), Tübingen 1961. Zugleich Dissertation Zürich 1960.
- Philipp Jakob Spener und die Anfänge des Pietismus. Mohr (Siebeck), Tübingen 1970; 2. Auflage ebenda 1986.
- Kirchengeschichte Deutschlands seit der Reformation. 1973 (= Kirchengeschichte Deutschlands. Band 2); 7. Auflage (ab 5. Auflage erweitert). Mohr Siebeck, Tübingen 2012 (= UTB. Band 1355), ISBN 978-3-8252-3731-8.
- Der Pietismus (= Die Kirche in ihrer Geschichte. Lfg. O,1: Band 4). Vandenhoeck & Ruprecht, Göttingen 1990, ISBN 978-3-525-52363-6; Neuausgabe 2005 (= UTB. Band 2598), ISBN 978-3-525-03702-7; 2. Auflage ebenda 2019, ISBN 978-3-8252-5085-0.
- Theologie und Frömmigkeit im Zeitalter des Barock (= Gesammelte Aufsätze. Band 1). Mohr Siebeck, Tübingen 1995, ISBN 978-3-16-146351-8.
- als Hrsg. mit Udo Sträter: Halle und Osteuropa. Zur europäischen Ausstrahlung des hallischen Pietismus. Niemeyer-Verlag, Tübingen, 1998, ISBN 3-484-84001-3.
- Pietismus-Studien (= Gesammelte Aufsätze. Band 2). Mohr Siebeck, Tübingen 2008, ISBN 978-3-16-149504-5.
- Pietismus und Orthodoxie (= Gesammelte Aufsätze. Band 3). Mohr Siebeck, Tübingen 2010, ISBN 978-3-16-150259-0.
- Von der Erweckung zum konfessionellen Luthertum: Zum 200. Geburtstag von Missionsinspektor Johann Christian Wallmann. In: Zeitschrift für Theologie und Kirche. Jahrgang 108, 2011, S. 431–471.
- Von der Reformation bis zur Gegenwart (= Gesammelte Aufsätze. Band 4). Mohr Siebeck, Tübingen 2019, ISBN 978-3-16-157523-5.
- Die Evangelische Gemeinde Theresienstadt. Zum Umgang der evangelischen Kirche mit ihrer Geschichte. Evangelische Verlagsanstalt, Leipzig 2019, ISBN 978-3-374-06000-9.
- Martin Luthers Judenschriften (= Studienreihe Luther. Band 18). 2. Auflage. Luther-Verlag, Bielefeld 2019, ISBN 978-3-7858-0718-7.